# Ophelimus depressus
Ophelimus depressus är en stekelart som först beskrevs av Girault 1929.  Ophelimus depressus ingår i släktet Ophelimus och familjen finglanssteklar. Inga underarter finns listade i Catalogue of Life.